# Любов і блогери
Любов і блогери — українська повнометражна комедія. Режисер — Дмитро Голумбевський. Прокат в Україні з 20 січня 2022.

## Сюжет
У містечку Кагаплик скоро знову «гаплик»: знову вибори, знову корумпований мер. Виправляти «мерську репутацію» приїжджають п'ять зірок Інстаграму.

## У ролях
- Назар Задніпровський — майор Мобіляк
- Ольга Сумська — Тамара Павлівна
- Євген Білозеров — Олексій
- Вадим Новицький — мер
- Іван Кухарчук — Гриша
- Георгій Делієв — Рябенко
- Інна Приходько — Валя
- Тамара Яценко — Галина Францівна